# Монгале (станция метро)
Монгале (фр. Montgallet) — станция линии 8 Парижского метрополитена, расположенная в XII округе Парижа. Названа по расположению на рю (улице) Монгале. Также рядом со станцией пролегает Променад Планте, образованная на месте ликвидированной железной дороги от бывшего Бастильского вокзала.

## История
- Станция открыта 5 мая 1931 года в составе пускового участка линии 8 Ришельё — Друо — Порт-де-Шарентон.
- Пассажиропоток по станции по входу в 2011 году, по данным RATP, составил 1 793 225 человек[3]. В 2013 году этот показатель вырос до 1 864 016 пассажиров (257 место по уровню пассажиропотока в Парижском метро)[4].

## Конструкция и оформление
Станция построена по типовому парижскому проекту односводчатой станции с двумя боковыми платформами. Плиточная облицовка выполнена в стиле Бруно-Годен, при реновации в 2000-х годах также применялся стиль Андре-Мотте.

## Иные достопримечательности
- Костёл святого Элигия
- Жардин де Рёйи